# Zelandothyadidae
Zelandothyadidae (лат.) — семейство тромбидиформных водяных клещей из надсемейства Eylaoidea (Parasitengona, Prostigmata).

## Описание
Микроскопического размера уплощенные клещи (около 1 мм и менее). Взрослые особи (дейтонимфы и личинки для Australiothyadinae неизвестны): пальпы с P-1-4 довольно длинные, P-4 с двумя крупными дорсодистальными волосками; P-5 тонкие, пальцевидные, с апикальными волосками, мало измененными, не когтевидными. Australiothyas были выделены в монотипическое подсемейство Australiothyadinae и их можно отличить по такой комбинации признаков: полные вентральный и дорсальный щиты; отсутствие глазных капсул; дистально расширенный капитулум (сколеотизированный корпус хелицер); и чрезвычайно коренастые пальпы. Zelandothyadinae и Australiothyadinae имеют смесь морфологических признаков, что не позволяет отнести их твёрдо отнести ни к одному из известных надсемейств. Однако это не дает существенной информации для таксономического отнесения: если Australiothyas — эйлаоидоподобный, то Zelandothyas — гидрифантоидоподобный, и наоборот. Australiothyadinae отличаются от Zelandothyadinae по многим важным параметрам: (1) идиосома покрыта хорошо развитыми дорсальным и вентральным щитами, разделенными узкой дорсальной бороздой; (2) поры желез круглые, а не щелевидные; (3) на коксах очень мало волосков; (4) Cx-I медиально сросшиеся; (5) набор ног редуцирован, не образует сплошного гипертрихиального покрова сегментов; (6) коготки ног простые; (7) генитальное поле с нестебельчатыми ацетабулами; (8) ротовое отверстие ассоциировано с мембранным кольцом; (9) гнатосома без инфракапитулярных зубцов; (10) хелицеральные коготки маленькие. Передняя часть дорзума с неравномерно сетчатой пластинкой, окружающей постокулярии. Гнатосома имаго с нехелатными пальпами; голени длиннее genua. Хелицеры 2-сегментные.
Обнаружены в гипорейных местообитаниях.
Единственный австралийский вид известен только из ручья Little Florentine River на Gordon River Rd, на острове Тасмания (Австралия). 

## Систематика
Включает 3 рода и 5 видов.
Семейство Zelandothyadidae Cook, 1983 было первоначально предложено в качестве подсемейства без отнесения к семейству из-за неопределенности в отношении его связей. Впоследствии оно было возведено в ранг семейства без обсуждения в ключе, опубликованном Harvey & Growns (1998). Вскоре после этого Харви (1998) обосновал это изменение ранга и перевел в Zelandothyadidae подсемейство Australiothyadinae Cook, 1986, включающее единственный вид Australiothyas swaini Cook, 1986, из Тасмании. В той же работе Харви (1998) предварительно поместил Zelandothyadidae в Hydryphantoidea. Очевидно, что Zelandothyadidae — это семейство с загадочными филогенетическими отношениями, в котором приписываемые роды сочетают признаки, ранее считавшиеся диагностическими либо для надсемейства Eylaoidea, либо для надсемейства Hydryphantoidea (Cook 1983; Harvey 1998).
Семейство Malgasacaridae Tuzovskij, Gerecke & Goldschmidt, 2008 было предложено для монотипического рода Malgasacarus Tuzovskij et al., 2008. Сходство между Malgasacarus rarus Tuzovskij et al, 2008, описанным из лесного массива на востоке Мадагаскара, и двумя видами рода Zelandothyas, Z. diamphida Cook, 1983 и Z. hyporheica Smit, 1996, обитающими на Южном острове Новой Зеландии, привело к синонимизации семейства.
- Australiothyas Cook, 1986
  - Australiothyas swaini Cook, 1986 (Тасмания)[11]
- Malgasacarus Tuzovskij et al., 2008
  - Malgasacarus rarus Tuzovskij et al., 2008 (Мадагаскар)[12]
- Zelandothyas Cook, 1985
  - Zelandothyas balloti Gerecke, Judson & Cook, 2017[1]
  - Zelandothyas diamphida Cook, 1983
  - Zelandothyas hyporheica Smit, 1996[13]

## Распространение
Австралия, Новая Зеландия и Мадагаскар.